# Cave canem
Cave canem è una locuzione latina che significa letteralmente "Stai attento al cane". Veniva scritto all'ingresso delle abitazioni per avvisare che al loro interno si trovava un cane potenzialmente pericoloso. La pratica è del tutto simile a quella in uso al giorno d'oggi.
La scritta si può trovare in un famoso mosaico che si trova negli scavi archeologici di Pompei, sul pavimento d'ingresso della Casa del Poeta Tragico (Regio VI, Insula 8, nº 5). Un altro mosaico, privo di iscrizione, in cui l'animale è rappresentato alla catena presso una porta semi aperta è visibile, sempre a Pompei, all'ingresso della Casa di Paquio Proculo (Regio I, Insula 7, nº 1).

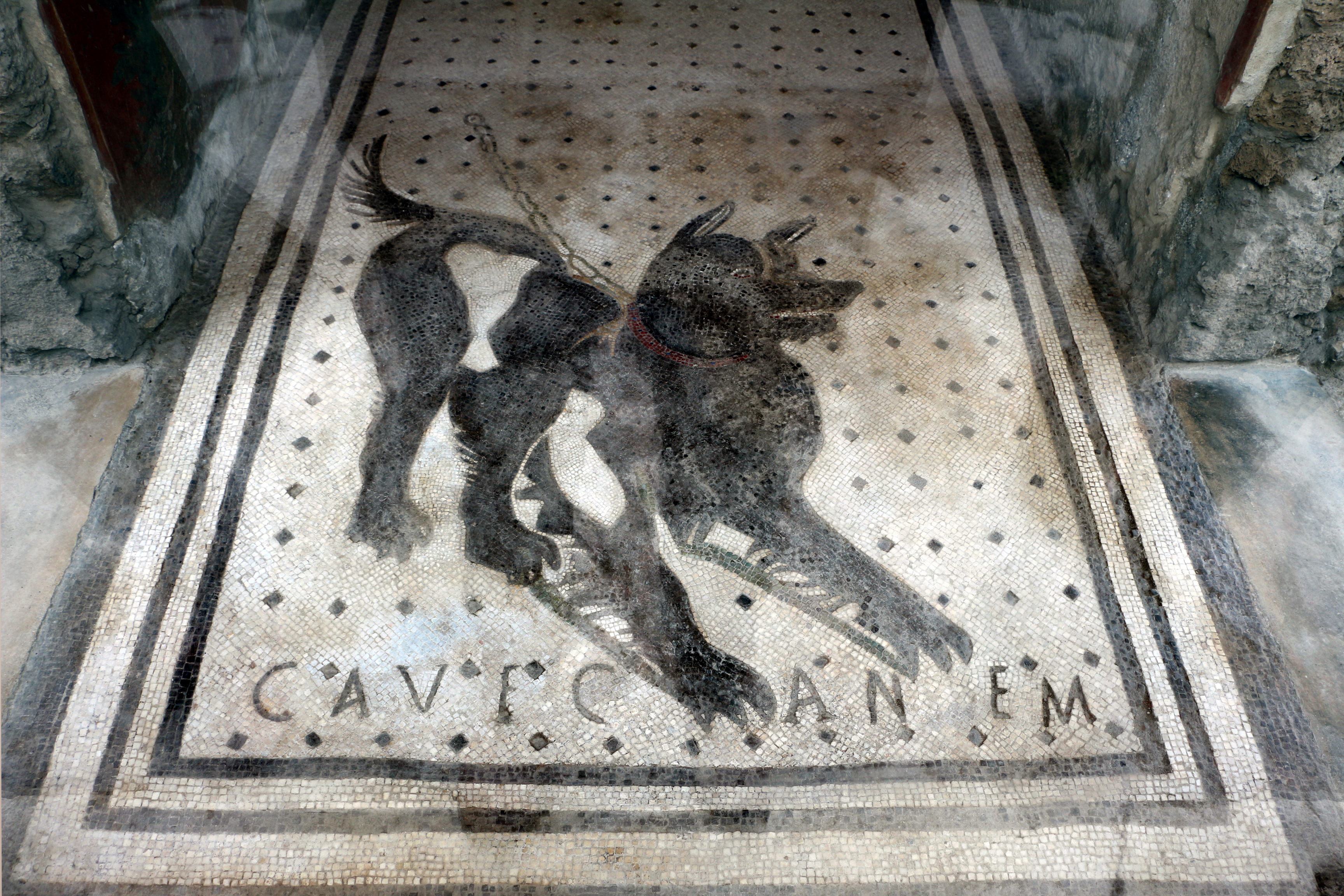
Mosaico della Casa del Poeta Tragico

Infine, un mosaico molto conosciuto, ritrovato parimenti nella Casa di Orfeo, è conservato nel Museo archeologico nazionale di Napoli.

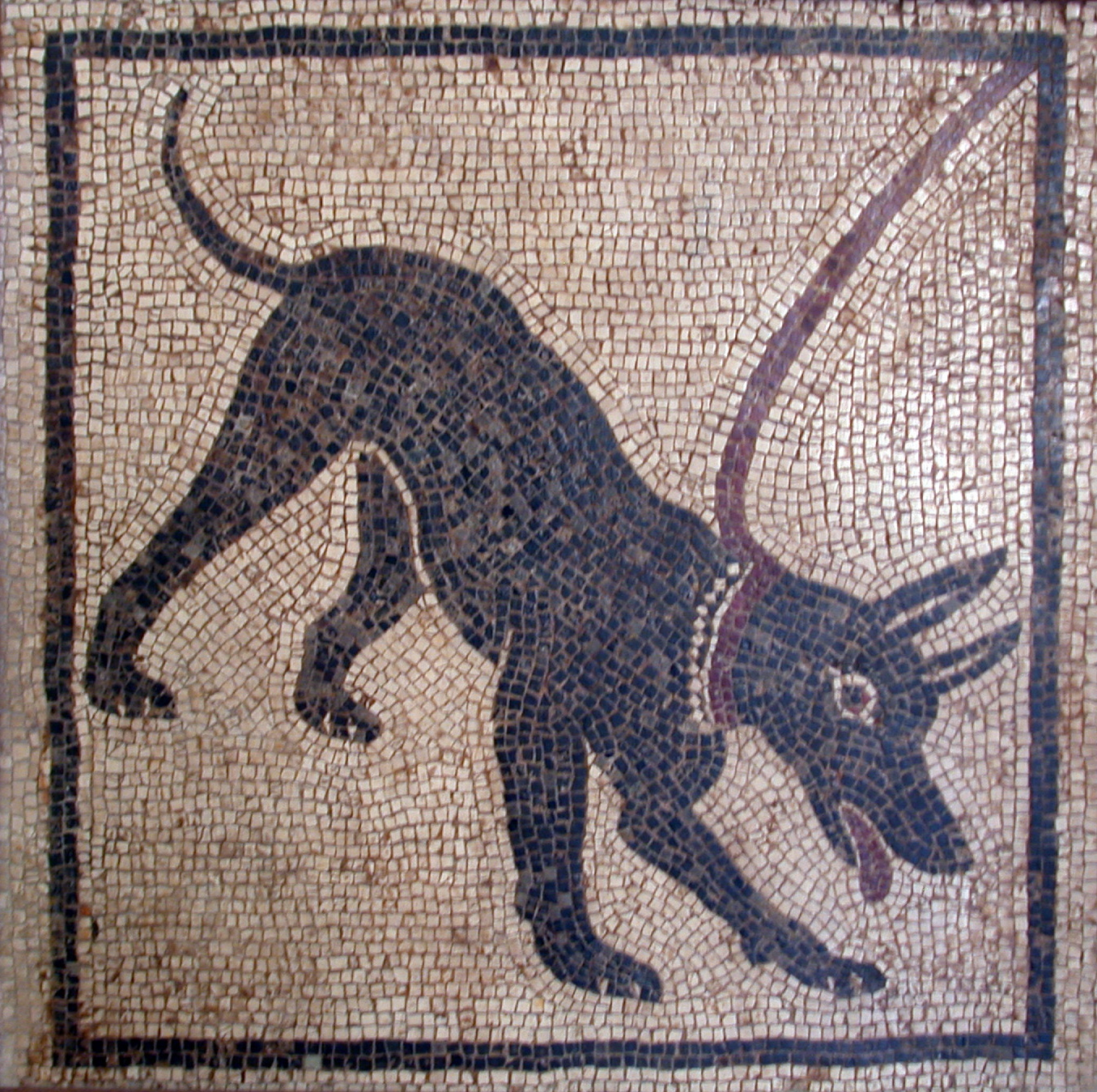
Mosaico conservato nel Museo archeologico nazionale di Napoli

## Usi traslati
Il logo Cave Canem venne usato anche da Peppino Impastato per dipingere il sindaco di Cinisi quale cane da guardia del capo mafioso Gaetano Badalamenti, ricostruito poi nel film I cento passi.
Michele Santoro usò il logo nel suo programma televisivo Servizio Pubblico.